# ブルーバレンタイン
『ブルーバレンタイン』（原題: Blue Valentine）は、2010年公開のアメリカ合衆国の映画である。2010年1月24日に第26回サンダンス映画祭で初上映され、第63回カンヌ国際映画祭では「ある視点」部門に出品された。第68回ゴールデングローブ賞ではライアン・ゴズリングとミシェル・ウィリアムズがノミネートされている。
撮影場所は当初カリフォルニア州が予定されていたが、ウィルアムズが娘と離れずに済むようにブルックリンに移って撮影を行った。

## ストーリー
ディーンは高校のドロップアウト。シンディーは医学生で、不幸な両親と祖母と暮らしている。二人は出会う。シンディーの妊娠が判明して二人は結婚する。元カレのボビーの子供だったが。結婚前に、シンディーの妊娠を知らないボビーは仕事中のディーンをぶんなぐる。
5年後のある週末。ディーンはペンキ屋、シンディーは正看護師。ペットが死んだあと、ディーンはシンディーをモーテルに連れて行こうとする。酒屋でシンディーはボビーを見つける。ボビーは「浮気したことあるか？」と尋ね、シンディーはためらった後「いいえ」と答える。車の中でシンディーは、ボビーに会ったことをディーンに伝え、ディーンはあわてる。モーテルで二人は口論。
翌朝シンディーのボスはシンディーに好意を持っていることを伝える。戸惑うシンディー。
ディーンは酔っぱらって病院に来て面倒を起こし、ボスはシンディーをクビにする。
ディーンは「もう一度チャンスをくれ。娘に片親で育たせるのか」という。
どうするシンディー。

## キャスト
- ディーン・ペレイラ - ライアン・ゴズリング
- シンディ・ヘラー - ミシェル・ウィリアムズ
- フランキー - フェイス・ワディッカ： シンディの娘。
- ボビー・オンタリオ - マイク・ヴォーゲル： シンディのかつての恋人。

## 評価

### 批評家の反応
Rotten Tomatoesでは、88%の評論家が本作に肯定的な評価を下し、また平均点は10点満点で7.7点となった。
映画評論家の町山智浩は水道橋博士のラジオ番組で「非常に深い恋愛映画。今年のベスト映画。暫定だけど」と発言した。

### 興行成績
2010年12月4日に北米4館で限定公開され、初週末に19万3728ドルを稼いだ。

## レイティングの問題
映画は当初MPAAによって過激な性描写を理由に「NC-17」のレイティングを与えられたが、ワインスタイン・カンパニーはこれを不服として「R」への引き下げを求め、本編を修正することなくレイティングを変更させることに成功した。